# 内伶仃岛-福田国家级自然保护区
内伶仃岛－福田自然保护区位于中国广东省，设立于1984年10月，1988年5月晋升为国家级自然保护区。内伶仃岛―福田自然保护区总面积921.64公顷，被海域分隔为内伶仃岛和福田红树林区域两部分，是两个相对独立的生态系统，现全部位于深圳市境内，其中內伶仃岛原由珠海市管辖，2009年9月起改由深圳市管辖。
内伶仃岛是以中国国家二级保护动物猕猴等珍贵动物为主要保护对象的自然保护区域。福田红树林区域是以珍稀植物红树林，珍稀、濒危鸟类及其赖以生存的湿地生态环境为主要保护对象的森林和野生动物类型自然保护区域。